# Marc Ferenc
Marc Ferenc (? , 1813 – Zólyombrézó, 1900. szeptember 11.) kertész. 

## Élete
Több hazai és ausztriai kertészetben gyarapította ismereteit. Ürményben, Hunyady grófnál kezdte kertészeti pályáját. Később azonban nem akart urat szolgálni, az 1840-es években Pesten telepedett le, kertészetet alapított és magkereskedést nyitott. 
Zólyombrézón hunyt el 87 évesen, 1900. szeptember 11-én, életének 87., házasságának 47. évében. Felesége Schober Irma volt.

## Munkássága
Az Állatkertben ritka növényeket honosított: A vasutak mentén telepítésre kerülő ültetvények faj- és fajtaösszetételét, formáját hazánkban úttörőként dolgozta ki. Jelentős szakirodalmi munkássága is. Munkatársa volt a hazai kertészeti lapokon kívül a bécsi Illustrierte Gartarzeitungnak is.

## Főbb munkái
- 100 részint új, részint nagyban termesztésre czélszerű gazdasági növény… (Pest, 1865)
- Die Erdbeere… (Pest, 1867)
- A zöldségtermelés (Grubicy Geyzávál, Budapest, 1875)
- A nemes kosárfűz tenyésztése (Kolozsvár, 1893)